# Harry Davenport
Harold George Bryant "Harry" Davenport (Nueva York; 19 de enero de 1866 - Los Ángeles, California; 9 de agosto de 1949) fue un actor teatral y cinematográfico estadounidense.
Conocido por sus actuaciones en numerosos filmes desde principios del siglo XX hasta finales de la década de 1940. Se especializó en la interpretación de personajes como abuelos, jueces o doctores, entre otros, y es quizás más conocido por encarnar al Dr. Meade en Lo que el viento se llevó (1939).

## Biografía

### Inicios
Nacido en la ciudad de Nueva York, Davenport se crio en Filadelfia. Descendía de una familia de actores teatrales, siendo su padre el afamado intérprete Edward Loomis Davenport, y su madre, Fanny Vining, una actriz inglesa descendiente del renombrado actor teatral irlandés del siglo XVIII Jack Johnson. Su hermana era la también actriz Fanny Davenport. El debut de Davenport en escena tuvo lugar con cinco años de edad, en la obra Damon and Pythias.

### Carrera cinematográfica
En 1913 fue fundador, junto al actor Eddie Foy, de la Actors Equity Association, un sindicato de actores estadounidenses, y en 1914, a los 48 años de edad, inició su carrera en el cine debutando con el film mudo Too Many Husbands. Ese mismo año trabajó año con Rose Tapley en Fogg's Millions, el primero de una serie de cortometrajes cómicos. Además, antes del inicio de la Primera Guerra Mundial, dirigió once títulos, entre ellos varios de los filmes de la serie Mr. and Mrs. Jarr.
Algunos de los filmes más famosos en los que actuó fueron The Bride Came C.O.D., rodado en el Valle de la Muerte, The Life of Emile Zola, You Can't Take It With You, Lo que el viento se llevó, The Hunchback of Notre Dame, Foreign Correspondent, Kings Row, Incidente en Ox-Bow, The Bachelor and the Bobby-Soxer y Meet Me in St. Louis.

### Vida personal
En 1893 se casó con la actriz Alice Davenport, con la que tuvo una hija, Dorothy Davenport, que también fue actriz. Tras divorciarse en 1896, ese mismo año se casó con otra actriz, Phyllis Rankin. El nuevo matrimonio tuvo cuatro hijos, todos actores: Arthur Rankin (padre de Arthur Rankin Jr., fundador del estudio de animación Rankin/Bass), Ned Davenport, Ann Davenport y Kate Davenport. Debido a su matrimonio con Rankin, fue cuñado de Lionel Barrymore, el cual estaba casado con la hermana de Phyllis, Doris Rankin. El padre de Phyllis Rankin, McKee Rankin, había sido el principal actor del Teatro Arch Street, el cual era dirigido por la abuela de Lione, Louisa Lane Drew. 
Tras fallecer su esposa, Harry Davenport se mudó a Los Ángeles, California, donde vivió con sus hijos antes de fallecer en 1949 a causa de un infarto agudo de miocardio. Tenía 83 años de edad. Fue enterrado en el Cementerio Kensico de Valhalla (Nueva York).

## Selección de su filmografía
- Three Men on a Horse (1936)
- They Won't Forget (1937)
- The Life of Emile Zola (1937)
- First Lady (1937)
- María Antonieta (1938)
- You Can't Take It With You (1938)
- The Rage of Paris (1938)
- Long Shot (1939)
- Tail Spin (1939)
- The Story of Alexander Graham Bell (1939)
- Juárez (1939)
- Lo que el viento se llevó (1939)
- The Hunchback of Notre Dame (Esmeralda, la zíngara) (1939)
- Dr. Ehrlich's Magic Bullet (1940)
- Too Many Husbands (Demasiados maridos) (1940)
- All This, and Heaven Too (El cielo y tú) (1940)
- Lucky Partners (Unidos por la fortuna) (1940)
- Foreign Correspondent (Enviado especial) (1940)
- Lo que piensan las mujeres (1941)
- The Bride Came C.O.D. (1941)
- One Foot in Heaven (1941)
- El hijo de la furia (1942)
- Kings Row (1942)
- Larceny, Inc. (1942)
- Tales of Manhattan (1942)
- The Amazing Mrs. Holliday (Mi encantadora esposa) (1943)
- Incidente en Ox-Bow (1943)
- We've Never Been Licked (1943)
- Princess O'Rourke (1943)
- Jack London (Las aventuras de Jack London) (1943)
- Kismet (El príncipe mendigo) (1944)
- The Impatient Years (1944)
- Meet Me in St. Louis (1944)
- Music for Millions (Al compás del corazón) (1944)
- The Thin Man Goes Home (1945)
- The Enchanted Forest (1945)
- Pardon My Past (1945)
- Adventure (1945)
- Courage of Lassie (1946)
- Three Wise Fools (1946)
- Lady Luck (1946)
- A Boy and His Dog (corto, 1946t)
- The Farmer's Daughter (Un destino de mujer) (1947)
- The Bachelor and the Bobby-Soxer (1947)
- That Hagen Girl (1947)
- That Lady in Ermine (La dama del armiño) (1948)
- Down to the Sea in Ships (El demonio del mar) (1949)
- Mujercitas (1949)
- That Forsyte Woman (La dinastía de los Forsyte) (1949)
- Tell It to the Judge (1949)
- Riding High (1950)